# タイ誇り党
タイ誇り党（タイほこりとう、タイ語：พรรคภูมิใจไทย、英語：Bhumjaithai Party または Proud Thais Party）は、タイ王国の政党。タイ名誉党、あるいは原語表記からプームチャイタイ党と表記されることもある。
2008年に憲法裁判所が中道主義党に党ぐるみの選挙違反で解党を命令する判決を下したため、事実上その後継となった政党である。ここにタクシン派の人民の力党解党ののちタイ貢献党に参加せず、民主党主導のアピシット・ウェーチャチーワ連立政権樹立の立役者となったネウィン・チットチョープ率いるグループが合流した。
政策的には旧タイ愛国党以来のポピュリズムである。しかし党創設時にタクシン派から民主党陣営に寝返った経緯から、タイ貢献党との関係はよくない。
2011年の下院総選挙では34議席を獲得し第3党となったが、タイ貢献党中心のインラック・シナワット政権に加わることはできず、下野した。2019年3月の総選挙では51議席を獲得し第5党。選挙後、プラユット・チャンオチャ首相率いる19党連立政権に参加し、党首のアヌティン・チャーンウィーラクーンが副首相兼保険相に就任した。
2024年8月に発足したペートンターン・シナワット政権にも参加したが、ペートンターンが国境問題を抱えるカンボジアのフン・セン前首相と電話会談した内容が2025年6月18日にリークされ、その内容に反発し同日中に連立政権からの離脱を表明した。